# ムラトゥ・アスタトゥケ
ムラトゥ・アスタトゥケ（アムハラ語：ሙላቱ አስታጥቄ、英語：Mulatu Astatke、フランス語：Mulatu Astatqé、1943年12月19日 - ）は、エチオピアの音楽家。「エチオ・ジャズ」の生みの親として知られている。ムラトゥ・アスタツケ、ムラトゥ・アスタケとも表記される。

## 人物
エチオピアのジンマ市出身。ロンドン、ニューヨーク、ボストンで音楽教育を受け、ジャズとラテン・ミュージックをエチオピア伝統音楽と融合させた「エチオ・ジャズ」と呼ばれるスタイルを作り出した。

演奏楽器としては主にヴィブラフォンとコンガを演奏するが、パーカッションやキーボード、オルガンの使用など、様々な新しい要素をエチオピアのポピュラー音楽へもたらした。
作品は主にインストゥルメンタルであり、エチオピアの音楽的黄金期である70年代にリリースされたインストゥルメンタル・アルバムの3つ全てに参加している。

## 経歴

### 初期（50〜70年代）
1950年代後半、ムラトゥは工学を勉強するためにイギリスのウェールズへ留学した。しかし、工学を勉強する代わりにウェセックスのリンディスファーン大学に入学し、のちにロンドンのトリニティ・カレッジ・オブ・ミュージック（現：トリニティ・ラバン・コンセルヴァトワール・オブ・ミュージック・アンド・ダンス）で音楽の学位を取得する。ロンドンではジャズ・ヴォーカリスト兼パーカッショニストのフランク・ホルダーと共同活動を行っている。

60年代になり、ムラトゥは活動の拠点をアメリカ合衆国に移し、ボストンのバークリー音楽大学に初のアフリカ大陸出身の生徒として入学する。同学で、ヴィブラフォン及びパーカッションを学んだ。
アメリカ在住中に、ムラトゥはラテン・ジャズに関心を持ち、初の2枚組アルバムとなる『Afro-Latin Soul, Volumes 1 & 2』をニューヨークで1966年に録音した。本作はムラトゥのヴィブラフォンを主役とし、ピアノとコンガが後ろでラテン・リズムを奏でるといった構成になっている。スペイン語の歌曲である『I Faram Gami I Faram』を除いては、全てインストゥルメンタルである。
このアルバムは同時代のラテン・ジャズのアルバムから傑出しているとまでは言えないが、ムラトゥの後の作品の特徴と言えるものが垣間見える。このアルバムにより、コンガやボンゴをエチオピアのポピュラー音楽に持ち込んだ。

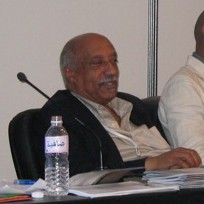
ムラトゥ・アスタトゥケ、2005年、世界情報社会サミットにて

1970年代初期には、アメリカで活動を行いつつ、エチオピアでも音楽活動を行うようになり、彼が「エチオ・ジャズ」と呼ぶ新しい音楽スタイルを母国に紹介した。この時期にエチオピア・アメリカの両国で著名なミュージシャンと共演を行っている。
エチオピアの歌手マフムード・アフメド（Mahmoud Ahmed）の楽曲の作編曲・演奏に参加するほか、デューク・エリントン楽団の1973年のエチオピア公演でスペシャルゲストとして参加した。

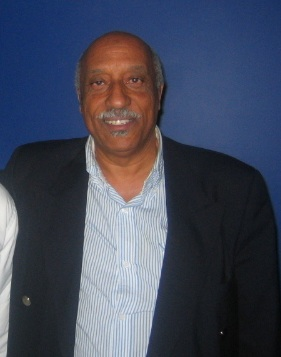
ムラトゥ・アスタトゥケ、イーザー/オーケストラとのコルゲート大学公演前（2005年、ニューヨーク、ハミルトン）

1972年に、ニューヨークで代表作となる『Mulatu of Ethiopia』をレコーディング。また、エチオピアではアムハ・エシェテ（Amha Eshèté）が立ち上げたレーベル「アムハ・レコード」より、シングル作品を数本リリースしたほか、1974年にアルバム『Yekatit Ethio-Jazz』をリリースしている。

エチオピアの歌手であるマフムード・アフメド、トラフン・ゲセセ（Tlahoun Gèssèssè）、アレマイユ・エシェテ（Alèmayèhu Eshèté）などの同時代の作品にも、ジャズやラテン楽器の使用など、ムラトゥの影響は見られる。

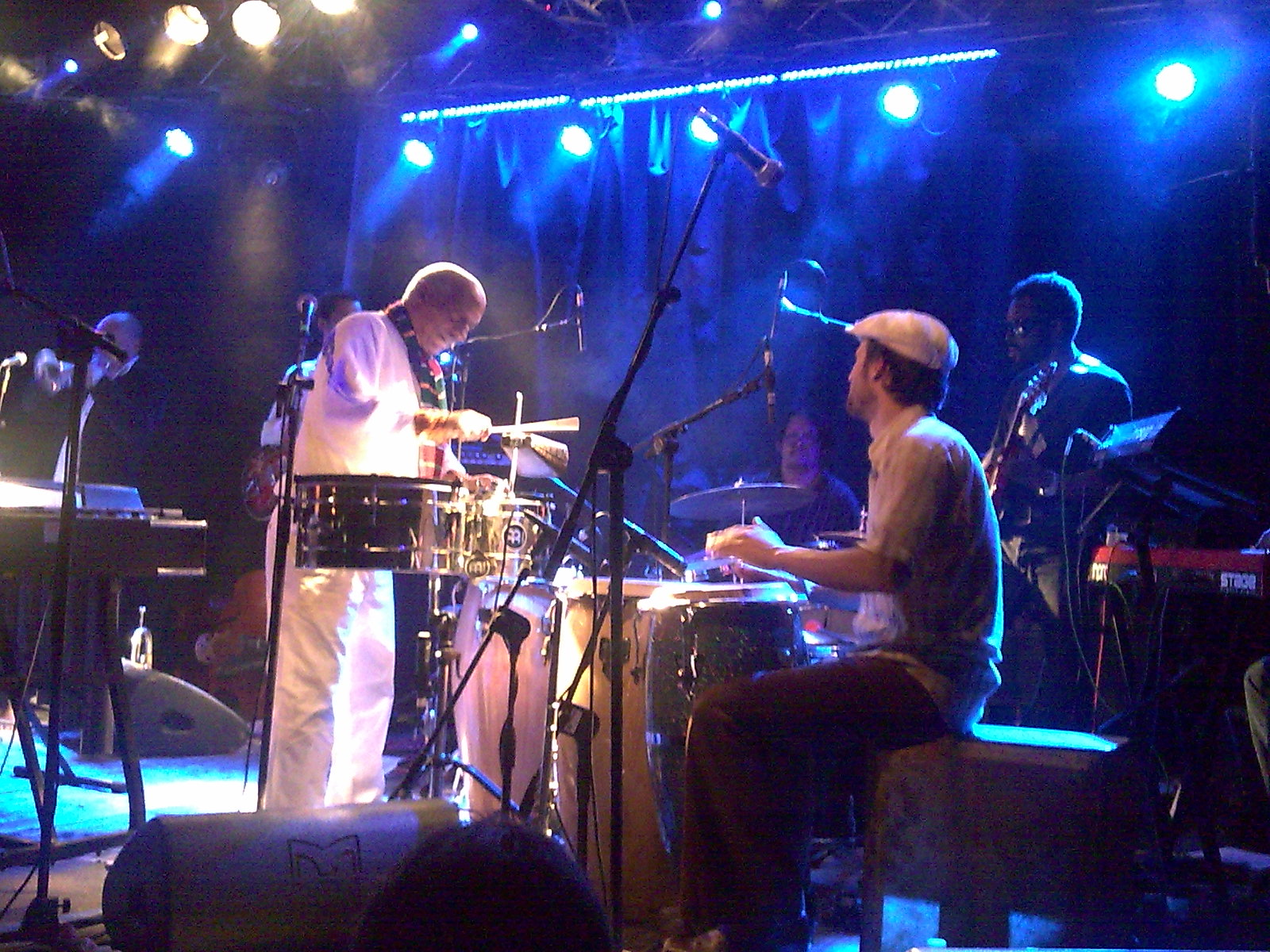
ムラトゥ・アスタトゥケ、ザ・ヘリオセントリクスとの共演（2009年、ローマ）

1975年、エチオピア帝政が廃止され軍事政権の時代になるとともに、アムハ・レコードは活動停止を余儀なくされ、所属ミュージシャンの多くはエチオピア国外に亡命した。ムラトゥはその後もしばらくエチオピアにとどまり、ハイル・メルギア&ザ・ワリアス（Hailu Mergia and the Walias Band）の1977年のアルバム、『Tche Belew』にヴィブラフォンで参加している。しかし80年代になると、ムラトゥの音楽の存在は国外では忘れられてしまった。

### 近年の再評価（90年代〜）
1990年代、レア・グルーヴ・ムーブメントの高まりとともに、レコードコレクターによってムラトゥの70年代の音源が再評価され、過去音源のコピー盤が出版されるようになった。

1998年より、フランス・パリのレーベルである「ブダ・ミュージック（Buda Musique）」のプロデューサー、フランシス・ファルセトにより、70年代エチオピア音楽のコンピレーション・アルバム『エチオピーク（Éthiopiques）』シリーズがリリースされる。
このシリーズのうち、ムラトゥの作品を紹介したアルバム『Éthiopiques Volume 4: Ethio Jazz & Musique Instrumentale, 1969–1974, Mulatu Astatke』が注目され、ムラトゥの音楽は世界的に聴かれるようになった。

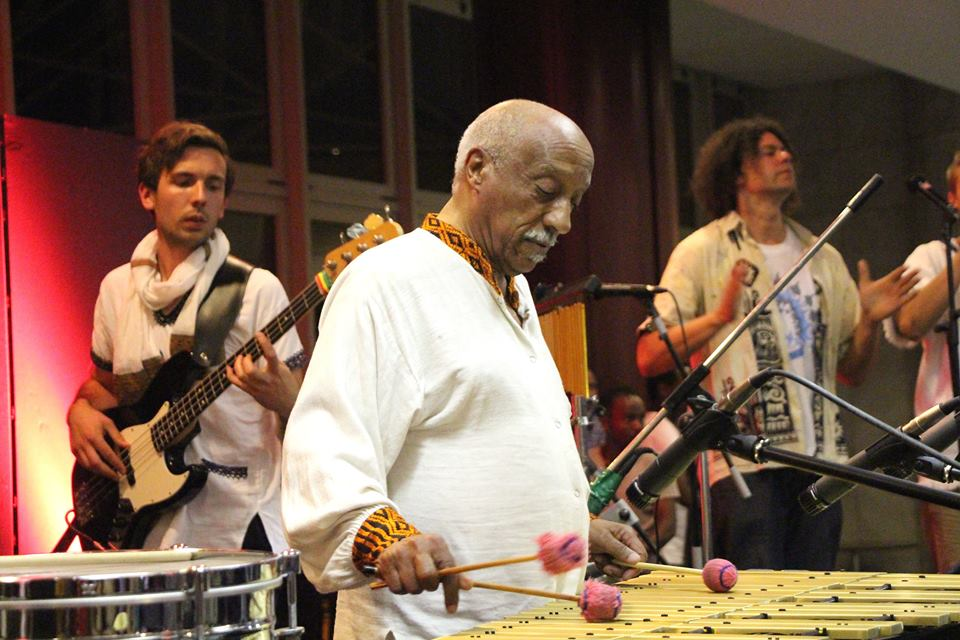
ムラトゥ・アスタトゥケ、ブラック・ジーザス・エクスペリエンスとの共演（2015年、アディスアベバ）

また、アメリカの映画監督ジム・ジャームッシュの作品『ブロークン・フラワーズ』（2005年）でムラトゥの音源が使用されたことにより、さらにヨーロッパ・アメリカ世界でも注目されることとなる。

ヒップホップにもムラトゥの音楽は影響を与え、ナズ、ダミアン・マーリー、カニエ・ウエスト、カット・ケミスト、マッドリブなどの作品にムラトゥ音源のサンプリングが使用されている。
日本との関わりについては、2013年のフジロックフェスティバルで初来日公演を行った。また、2024年7月6日には東京・立川で行われたフェスティバル・フルージーニョに8人編成のバンドで参加し、約11年ぶりとなる来日公演を行った。

## ディスコグラフィー

### リーダー作品
- Maskaram Setaba 7" （1966年、アディス・アベバ・レコード、アメリカ）
- Afro-Latin Soul, Volume 1 （1966年、アメリカ）
- Afro-Latin Soul, Volume 2 （1966年、アメリカ）
- Mulatu of Ethiopia LP （1972年、ワーシー・レコード、アメリカ）
- Yekatit Ethio-Jazz LP （1974年、アムハ・レコード、エチオピア）
- Ethio Jazz: Mulatu Astatke Featuring Fekade Amde Maskal（1974年）
- Plays Ethio Jazz LP （1989年、ポルジャズ、ポーランド）
- Assiyo Bellema（1994年）
- Mulatu Astatke
- Mulatu Steps Ahead、イーザー/オーケストラとの共演 CD/2xLP （2010年、ストラト、ドイツ）
- Sketches of Ethiopia Vinyl, LP （2013年、ジャズ・ヴィレッジ、フランス）

### 参加作品
- Tche Belew - ハイル・メルギア&ザ・ワリアス（1977年、カイファ・レコード、エチオピア）
- Inspiration Information - ザ・ヘリオセントリクス（2009年）
- Cradle Of Humanity - ブラック・ジーザス・エクスペリエンス（2016年）
- To Know Without Nothing - ブラック・ジーザス・エクスペリエンス（2020年）

### コンピレーション・アルバム
- Ethiopian Modern Instrumentals Hits LP （1974年、アムハ・レコード、エチオピア）
- Éthiopiques, Vol. 4: Ethio Jazz & Musique Instrumentale, 1969–1974 CD （1998年、ブダ・ミュージック、フランス）
- The Rough Guide to the Music of Ethiopia （2004年、ワールド・ミュージック・ネットワーク）
- Broken Flowers サウンドトラック（2005年、デッカ・レコード）
- New York–Addis–London: The Story of Ethio Jazz 1965–1975（2009年）